# Речицы (Раменский район)
Речи́цы — село в Раменском городском округе Московской области. Население — 4865 чел. (2021). Село относится к территории «Гжельского куста».

## Название
Название от географического положения при реке Речица (современное название Чичера).

## История

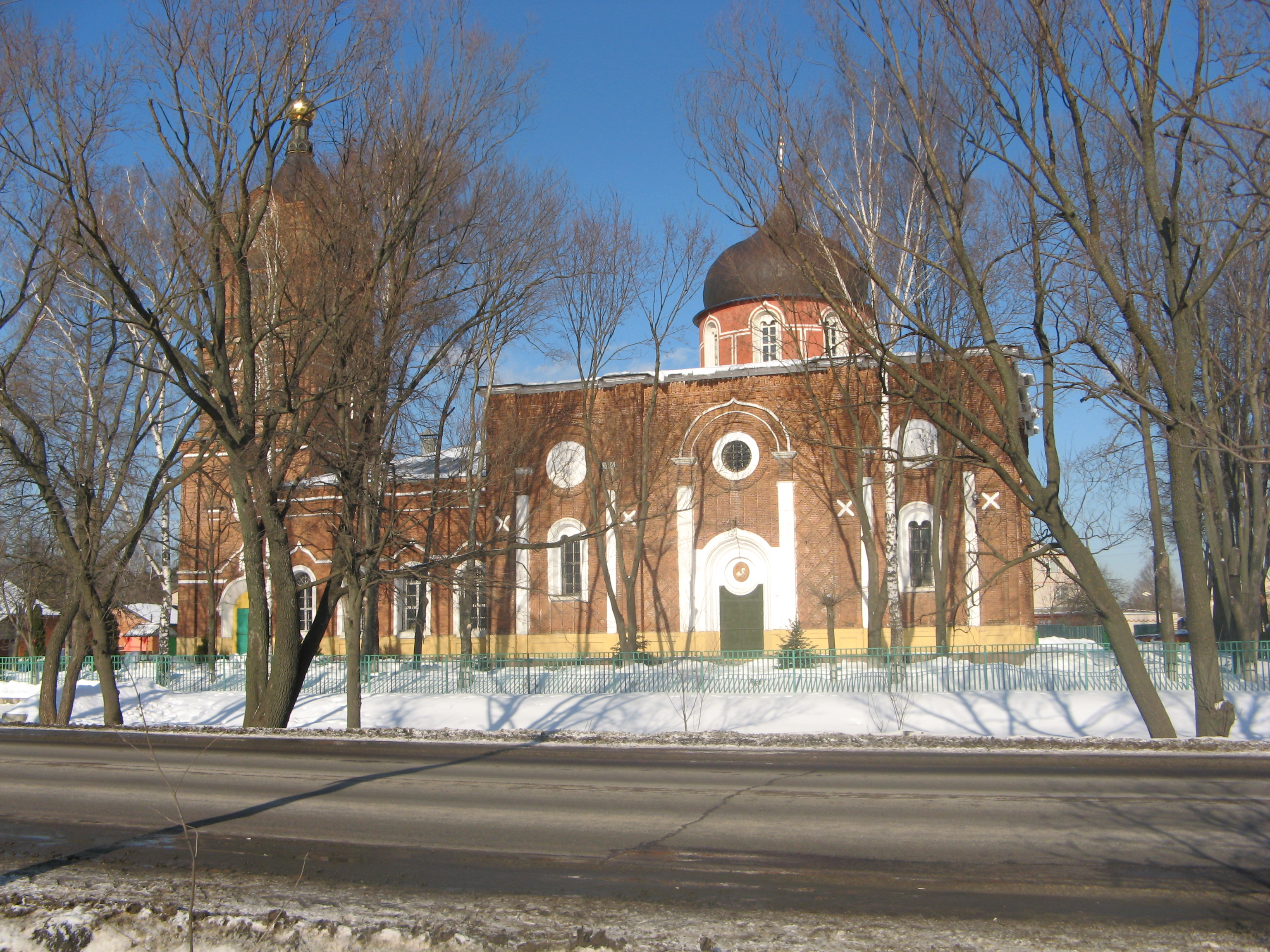
Храм Вознесения Христова

В 1926 году деревня являлась центром Речицкого сельсовета Гжельской волости Бронницкого уезда Московской губернии.
С 1929 года — населённый пункт в составе Раменского района Московского округа Московской области.
В 1994—2002 годах деревня входила в состав Речицкого сельского округа Раменского района, а с 2002 и до муниципальной реформы 2006 года — в состав Гжельского сельского округа. До 2019 г. село входило в Раменский муниципальный район и являлось административным центром Гжельского сельского поселения. В настоящий момент данные территориальные единицы упразднены, в связи с чем село Речицы входит в Раменский городской округ.
В селе имеется церковь Вознесения Господня.
На территории Речиц находится Речицкий фарфоровый завод.

## Население
| 1926 | 2002  | 2010  | 2021  |
| ---- | ----- | ----- | ----- |
| 1647 | ↗3465 | ↗3478 | ↗4865 |

## Транспорт
Через село проходит автодорога Р105 (Егорьевское шоссе). Село находится недалеко от ж/д станции Гжель.
Общественный транспорт (автобусы и маршрутные такси) связывают село с городами Раменское (время в пути 25 минут), Егорьевск и Москва.

## Образование
В селе расположена одна средняя общеобразовательная школа и два дошкольного отделения:
- МОУ Речицкая средняя общеобразовательная школа[10]
- МДОУ Детский сад комбинированного вида № 38[11]
- МДОУ Детский сад комбинированного вида № 76[12]